# إدوارد مور (ربان)
إدوارد مور (بالألمانية: Eduard Mohr)‏ هو ربان ‏ ألماني، ولد في 29 يونيو 1902، وتوفي في 20 سبتمبر 1984.

## وصلات خارجية
- إدوارد مور على موقع أوليمبيديا (الإنجليزية)